# Gobiopterus lacustris
Gobiopterus lacustris és una espècie de peix de la família dels gòbids i de l'ordre dels perciformes.

## Morfologia
- Els mascles poden assolir 2,4 cm de longitud total.
- Les femelles són més grosses que els mascles.[5][6][7]

## Hàbitat
És un peix d'aigua dolça, de clima tropical i demersal.

## Distribució geogràfica
Es troba a Àsia: Luzon (Filipines).

## Observacions
És inofensiu per als humans.